# ZERO (吉川晃司のアルバム)
『ZERO』（ゼロ）は、日本のシンガーソングライターである吉川晃司の1作目のライブ・アルバム。
1988年6月25日に東芝EMIのイーストワールドレーベルからリリースされた。SMSレコードからの移籍第一弾としてベスト・アルバム『beat goes on』（1988年）からおよそ2か月ぶりにリリースされた作品である。
同年5月6日および5月9日に開催された単独公演「武道館スペシャル "BACK TO ZERO"」の模様を収録しており、同年9月10日には『ZERO -KIKKAWA KOJI HI-VISION LIVE WORLD '88』のタイトルでライブ・ビデオもリリースされた。ライブ・ビデオとしては『DRASTIC MODERN TIME TOUR TOKYO 8 DAYS LIVE』（1987年）以来およそ1年半ぶりのリリースとなった。当日演奏された全26曲の内、アルバムには15曲、ビデオには11曲が収録されており、1986年以降にリリースされた楽曲を中心に選曲されている。
アルバムはオリコンアルバムチャートにおいて最高位第5位となった。同公演終了後に吉川は活動休止宣言を行い1年程度の活動休止期間を設けることとなった。同年12月10日には元BOØWY所属のギタリストであった布袋寅泰とともに音楽ユニットであるCOMPLEXを結成するという発表を行った。

## 背景
芸能事務所である渡辺プロダクションからの独立を望んでいた吉川晃司は、事務所社長である渡辺晋からの「インターナショナルで通用する映画を作りたいと思っている。その映画に出たら、独立させてやるから」という言葉を受け、映画『シャタラー』（1987年）撮影終了後に最後の恩返しが済んだと判断し独立することとなった。しかし周囲の人間は社長と吉川との間で取り交わされた約束を知らず、一番最初に事務所を退所したことから吉川は周囲から「不義理者と思われたかも知れない」と述べ、また後日社長から直接許可を得たことを周囲に説明して事なきを得たとも述べている。同時期に友人であった布袋寅泰が所属していたBOØWYから脱退すると聞かされた吉川は、布袋とともに活動する方向性を検討するも、契約上の問題から1年間は活動できないためその後に始動させる予定となった。
1988年2月3日にはシングル「プリティ・デイト」、4月21日にはベストアルバム『beat goes on』をリリース。結果としてこの2作がSMSレコード所属時代最後のシングルおよびアルバムとなった。同年5月6日および5月9日には日本武道館において単独公演「武道館スペシャル "BACK TO ZERO"」を実施。同公演を以って吉川は渡辺プロダクションから事務所を独立させることになった。事務所からの独立は当時から遡ること4年前から検討していたことであり、退所の理由は自身が望む方向性と事務所の体制が全く異なっていたことであると吉川は述べている。吉川は渡辺プロダクションを戦艦大和に例えた上で、「造りはでかいんだけど、弾も底をつきそうな状態で、パワーもない」と指摘、「自分で運転できる巡洋艦のほうが、小回りもきくし、スピードも速い」と述べている。事務所退所については「やめるまでいろいろ苦労もあったけど、やめた瞬間は、解放感と、これで一歩踏み出したなって実感がありました」と述べている。

## 録音
1988年5月6日および5月9日に日本武道館にて開催された「武道館スペシャル "BACK TO ZERO"」の模様を収録している。当日演奏された全26曲の内、ライブ・アルバムには15曲、ライブ・ビデオには11曲が収録された。アルバムおよびビデオともに未収録となったのは「MODERN TIME」、「にくまれそうなNEWフェイス」、「スリルなモナリザ」、「雨上がりの非常階段」、「BIG BAD BABY BASTARD」、「キャンドルの瞳」の6曲となっている。
吉川はライブ演奏についてステージに立つことで相当な熱量が得られることから、自身をより高いレベルに昇華させられるとの自説を述べ、また聴衆に対してはライブ時で得たエネルギーが何かの役に立てば良いとも述べている。吉川はライブによる影響を強要したくはないと述べた他、「夢に対してもう一歩勇気をもってくれたりとかっていうことでしかライヴをしたくない」とも述べている。吉川は時折ライブの必要性を自問自答することがあると述べた上で、「その答えは要らないんじゃないかなって」とも述べており、日々の生活が質素であるが故に1年に1回でも「熱くなれる瞬間」を持つことが重用であり、吉川自身もライブ終了後は自宅に帰って現実に戻ることから「現実逃避だよね、結局。俺たちにとってライヴは、幸せな気持ちになれるっていうのがいちばんだな」と結論付けている。

## リリースと活動休止
ライブ・アルバムは1988年6月25日に東芝EMIのイーストワールドレーベルから2枚組LPおよびCT、CDの3形態でリリースされた。CD版の初回購入特典として、武道館ライブの模様を収めたCDケースと同サイズの写真集が付属されていた。同写真集には吉川と親交のあった音楽評論家の吉見佑子と平山雄一の寄稿文も収載されている。アルバムはオリコンアルバムチャートにおいて、最高位第5位の登場週数10回で売り上げ枚数は6.7万枚となった。5月9日の公演終了後から吉川はしばらく表立った活動を停止すると宣言、活動休止については元々1985年頃から検討していたことであり1987年から1988年に掛けて実施されたコンサートツアー「QUESTION ～Now thinking with pleasure～」の前に確定させていたという。吉川は当時「もう…きっと、今までのアルバムの歌も絶対歌わないと思うよ」と発言を行い、さらに新たな所属事務所の設立とレコード会社の移籍を発表した。
CD版はFar Eastern Tribe Recordsからリリースされた17枚目のアルバム『Double-edged sword』（2009年）の初回限定盤のDisc3として、またデジタル・リマスタリング盤として再リリースされた。ライブ・ビデオは同年9月10日にVHS、10月5日にLDにてリリースされた。後にユニバーサルミュージックからリリースされたDVD-BOX『KIKKAWA KOJI 25th ANNIVERSARY LIVE FILM COLLECTION 『LIVE＝LIFE』』（2009年）に収録される形でDVDにて再リリースされた。ビデオのライブ映像自体は16:9で収録されているが、各メディアへは4:3の画角およびレターボックスで収録。DVDにおいてもスクイーズ収録はされなかった。音声はLDおよびDVD共にリニアPCMにて収録。

## 批評
| 専門評論家によるレビュー | 専門評論家によるレビュー |
| レビュー・スコア         | レビュー・スコア         |
| 出典                     | 評価                     |
| ------------------------ | ------------------------ |
| CDジャーナル             | 否定的                   |

音楽情報サイト『CDジャーナル』ではライブ・アルバムの評価として、本作がベスト・アルバム的な選曲であることを指摘、また音源のみで吉川の姿が見えないことで興味が半減すると述べた他、選曲に関して「手堅いところでまとめすぎたのでは？ という心配もなきにしもあらず」と評価した上でアーティストであることへのこだわりよりも「もっとハードなハンパなことやってほしい」と述べ否定的に評価した。

## 収録曲

### LP
| #         | タイトル              | 作詞      | 作曲      | 編曲      | 時間  |
| --------- | --------------------- | --------- | --------- | --------- | ----- |
| 1.        | 「A-LA-BA・LA-M-BA」  | 吉川晃司  | 吉川晃司  | 松本晃彦  | 5:21  |
| 2.        | 「HOT LIPS」          | 吉川晃司  | 吉川晃司  | 清水信之  | 4:19  |
| 3.        | 「ナーバス ビーナス」 | 吉川晃司  | 吉川晃司  | 後藤次利  | 4:50  |
| 4.        | 「すべてはこの夜に」  | 佐野元春  | 佐野元春  | 西平彰    | 3:09  |
| 合計時間: | 合計時間:             | 合計時間: | 合計時間: | 合計時間: | 17:39 |

| #         | タイトル                 | 作詞                     | 作曲      | 編曲      | 時間  |
| --------- | ------------------------ | ------------------------ | --------- | --------- | ----- |
| 1.        | 「RAIN-DANCEがきこえる」 | 安藤秀樹                 | 佐藤健    | 後藤次利  | 4:53  |
| 2.        | 「サイケデリックHIP」    | 吉川晃司                 | 吉川晃司  | 後藤次利  | 4:33  |
| 3.        | 「終わらないSun Set」    | 吉川晃司                 | 吉川晃司  | 松本晃彦  | 4:15  |
| 4.        | 「Rainy Lane」           | さがらよしあき、麻生圭子 | 佐藤健    | 大村雅朗  | 6:08  |
| 合計時間: | 合計時間:                | 合計時間:                | 合計時間: | 合計時間: | 19:49 |

| #         | タイトル           | 作詞      | 作曲      | 編曲      | 時間  |
| --------- | ------------------ | --------- | --------- | --------- | ----- |
| 1.        | 「Mis Fit」        | 安藤秀樹  | 原田真二  | 後藤次利  | 6:13  |
| 2.        | 「Little Darlin'」 | 吉川晃司  | 吉川晃司  | 清水信之  | 3:45  |
| 3.        | 「恋をしようぜ!!」 | 吉川晃司  | 吉川晃司  | 清水信之  | 3:54  |
| 4.        | 「モニカ」         | 三浦徳子  | NOBODY    | 大村雅朗  | 4:42  |
| 合計時間: | 合計時間:          | 合計時間: | 合計時間: | 合計時間: | 18:34 |

| #         | タイトル                 | 作詞      | 作曲      | 編曲      | 時間  |
| --------- | ------------------------ | --------- | --------- | --------- | ----- |
| 1.        | 「Stranger in Paradise」 | 吉川晃司  | 吉川晃司  | 後藤次利  | 4:51  |
| 2.        | 「BACK TO ZERO」         | 吉川晃司  | 吉川晃司  | 清水信之  | 5:07  |
| 3.        | 「a day・good night」    | 安藤秀樹  | 佐藤健    | 大村雅朗  | 6:50  |
| 合計時間: | 合計時間:                | 合計時間: | 合計時間: | 合計時間: | 16:48 |

### CT, CD
- CDブックレットに記載されたクレジットを参照[17]。

| #         | タイトル                 | 作詞                     | 作曲      | 編曲      | 時間  |
| --------- | ------------------------ | ------------------------ | --------- | --------- | ----- |
| 1.        | 「A-LA-BA・LA-M-BA」     | 吉川晃司                 | 吉川晃司  | 松本晃彦  | 5:22  |
| 2.        | 「HOT LIPS」             | 吉川晃司                 | 吉川晃司  | 清水信之  | 4:19  |
| 3.        | 「ナーバス ビーナス」    | 吉川晃司                 | 吉川晃司  | 後藤次利  | 4:50  |
| 4.        | 「すべてはこの夜に」     | 佐野元春                 | 佐野元春  | 西平彰    | 3:10  |
| 5.        | 「RAIN-DANCEがきこえる」 | 安藤秀樹                 | 佐藤健    | 後藤次利  | 4:51  |
| 6.        | 「サイケデリックHIP」    | 吉川晃司                 | 吉川晃司  | 後藤次利  | 4:32  |
| 7.        | 「終わらないSun Set」    | 吉川晃司                 | 吉川晃司  | 松本晃彦  | 4:16  |
| 8.        | 「Rainy Lane」           | さがらよしあき・麻生圭子 | 佐藤健    | 大村雅朗  | 6:05  |
| 合計時間: | 合計時間:                | 合計時間:                | 合計時間: | 合計時間: | 37:25 |

| #         | タイトル                 | 作詞      | 作曲      | 編曲      | 時間  |
| --------- | ------------------------ | --------- | --------- | --------- | ----- |
| 9.        | 「Mis Fit」              | 安藤秀樹  | 原田真二  | 後藤次利  | 6:10  |
| 10.       | 「Little Darlin'」       | 吉川晃司  | 吉川晃司  | 清水信之  | 3:45  |
| 11.       | 「恋をしようぜ!!」       | 吉川晃司  | 吉川晃司  | 清水信之  | 3:54  |
| 12.       | 「モニカ」               | 三浦徳子  | NOBODY    | 大村雅朗  | 4:28  |
| 13.       | 「Stranger in Paradise」 | 吉川晃司  | 吉川晃司  | 後藤次利  | 4:42  |
| 14.       | 「BACK TO ZERO」         | 吉川晃司  | 吉川晃司  | 清水信之  | 5:07  |
| 15.       | 「a day・good night」    | 安藤秀樹  | 佐藤健    | 大村雅朗  | 6:51  |
| 合計時間: | 合計時間:                | 合計時間: | 合計時間: | 合計時間: | 34:57 |

### VHS, LD
| #   | タイトル                                        | 作詞     | 作曲       |
| --- | ----------------------------------------------- | -------- | ---------- |
| 1.  | 「A-LA-BA・LA-M-BA」                            | 吉川晃司 | 吉川晃司   |
| 2.  | 「LA VIE EN ROSE」                              | 売野雅勇 | 大沢誉志幸 |
| 3.  | 「ナーバス ビーナス」                           | 吉川晃司 | 吉川晃司   |
| 4.  | 「サイケデリックHIP」                           | 吉川晃司 | 吉川晃司   |
| 5.  | 「INNOCENT SKY」                                | 松本一起 | 佐藤健     |
| 6.  | 「恋をしようぜ!!」                              | 吉川晃司 | 吉川晃司   |
| 7.  | 「You Gotta Chance 〜ダンスで夏を抱きしめて〜」 | 麻生圭子 | NOBODY     |
| 8.  | 「モニカ」                                      | 三浦徳子 | NOBODY     |
| 9.  | 「No No サーキュレーション」                    | 安藤秀樹 | 大沢誉志幸 |
| 10. | 「BACK TO ZERO」                                | 吉川晃司 | 吉川晃司   |
| 11. | 「a day・good night」                           | 安藤秀樹 | 佐藤健     |

## スタッフ・クレジット

### ライブ・アルバム
- CDブックレットに記載されたクレジットを参照[18]。

#### 参加ミュージシャン
- PaPa
  - 稲葉智 – ギター、コーラス
  - 笠原敏幸 – ベース、コーラス
  - 山崎透 – キーボード、コーラス
  - 椎野恭一 – ドラムス、コーラス
- 奈良部匠平 – キーボード、コーラス
- 沢井原兒 – サックス、コーラス
- 神崎真雄 – コンピュータ・プログラミング
- 吉川晃司 – ボーカル、ギター、アコースティック・ギター

#### スタッフ
- 川面博（渡辺ミュージック） – ディレクター
- 三宅彰（東芝EMI） – ディレクター
- 坂元達也 – レコーディング・エンジニア、ミキシング・エンジニア
- 徳永“ゴジラ”陽一 (S.C.I.) – アシスタント・エンジニア
- 伊藤隆司（セディックスタジオ） – アシスタント・エンジニア
- 樋口和夫（スタジオテラ） – アシスタント・エンジニア
- S.C.I. – ライブ・レコーディング・クルー
- 富樫巧（セブンスエンタープライズ） – マネージメント
- 河村嚴生（セブンスエンタープライズ） – プロデュース
- 渡辺ミュージック – プロデュース
- 原伸一 – アート・ディレクション
- RICE – デザイン
- 岩岡五郎 – 写真撮影
- ハービー山口 – 写真撮影
- さわいずみ – 写真撮影

## チャート

### ライブ・アルバム
| チャート         | 最高順位 | 登場週数 | 売上数  | 規格       | 出典   |
| ---------------- | -------- | -------- | ------- | ---------- | ------ |
| 日本（オリコン） | 7位      | 11回     | 0.9万枚 | LP         | [ 19 ] |
| 日本（オリコン） | 5位      | 10回     | 6.7万枚 | LP, CT, CD | [ 2 ]  |

## リリース日一覧

### ライブ・アルバム
| No. | リリース日    | レーベル                  | 規格    | カタログ番号 | 備考                                                      | 出典                |
| --- | ------------- | ------------------------- | ------- | ------------ | --------------------------------------------------------- | ------------------- |
| 1   | 1988年6月25日 | 東芝EMI／イーストワールド | 2枚組LP | RT18-5250～1 |                                                           | [ 2 ]               |
| 2   | 1988年6月25日 | 東芝EMI／イーストワールド | CT      | ZT36-5250    |                                                           | [ 2 ]               |
| 3   | 1988年6月25日 | 東芝EMI／イーストワールド | CD      | CT36-5250    | 予約（先着購入）特典のCDサイズBOOKが付属                  | [ 2 ] [ 16 ] [ 20 ] |
| 4   | 2009年7月22日 | Far Eastern Tribe Records | CD      | UMCF-9517    | アルバム『Double-edged sword』（初回限定盤）のDisc3に収録 | [ 21 ] [ 22 ]       |

### ライブ・ビデオ
| No. | リリース日     | レーベル                 | 規格 | カタログ番号 | 備考                                                                                      | 出典   |
| --- | -------------- | ------------------------ | ---- | ------------ | ----------------------------------------------------------------------------------------- | ------ |
| 1   | 1988年9月10日  | 東芝EMI                  | VHS  | TT60-1290HI  |                                                                                           | [ 23 ] |
| 2   | 1988年10月5日  | 東芝EMI                  | LD   | L060-1137    |                                                                                           |        |
| 3   | 2009年12月23日 | ユニバーサルミュージック | DVD  | UMBF-9505    | DVD-BOX『KIKKAWA KOJI 25th ANNIVERSARY LIVE FILM COLLECTION 『LIVE＝LIFE』』のDisc5に収録 | [ 24 ] |